# Paracryphia
Paracryphia, monotipyski biljni rod drveća smješten u porodicu Paracryphiaceae. Jedina vrsta je P. alticola, endemska vrsta s Nove Kaledonije.
Rod je opisan u Linn. Soc., Bot. 45: 306. 1921.

## Sinonimi
- Ascarina alticola Schltr.; Bot. Jahrb. 39: 93 (1906) (Chloranthaceae)
- Paracryphia alticola var. suaveolens (Baker f.) Steenis; Bull. Jard. Bot. Buitenzorg, III 18: 459 (1950)
- Paracryphia suaveolens Baker f.  in J.Linn.Soc., Bot.45: 306 (1921)